# Veliko Crniće
Veliko Crniće (en serbe cyrillique : Велико Црниће) est un village de Serbie situé dans la municipalité de Malo Crniće, district de Braničevo. Au recensement de 2011, il comptait 560 habitants.

## Démographie

### Évolution historique de la population
| 1948 | 1953  | 1961  | 1971  | 1981  | 1991 | 2002 | 2011 |
| ---- | ----- | ----- | ----- | ----- | ---- | ---- | ---- |
| 988  | 1 036 | 1 057 | 1 020 | 1 030 | 926  | 611  | 560  |

|  |